# Travis Scott
Jacques Berman Webster II (n. 30 aprilie 1991, Houston, Texas, SUA), cunoscut sub numele de scenă Travis Scott (stilizat Travi$ Scott), este un rapper, cântăreț, compozitor și producător american din Houston, Texas.
În 2012, Scott a semnat primul său contract important cu casa de discuri Epic Records. În noiembrie a aceluiași an, Scott a semnat un contract cu GOOD Music, casa de discuri a lui Kanye West, ca parte a aripii sale de producție Very GOOD Beats. În aprilie 2013, Scott a semnat un contract cu casa de discuri Grand Hustle a lui T.I.
Primul proiect integral al lui Scott, mixtape-ul Owl Pharaoh, a fost auto-lansat în 2013. A fost urmat cu un al doilea mixtape, Days Before Rodeo, în august 2014. Albumul său de studio de debut, Rodeo (2015), a fost condus de hitul single "Antidot". Al doilea album, Birds in the Trap Sing McKnight (2016) a devenit primul său album numărul unu pe Billboard 200. În anul următor, Scott a lansat un album de colaborare cu Quavo intitulat Huncho Jack, Jack Huncho sub numele de grup Huncho Jack. În 2018, Astroworld, foarte așteptat, a fost lansat pentru o aclamare critică răspândită și a produs primul său Billboard Hot 100 numărul unu singur, „Sicko Mode”. La sfârșitul anului 2019, casa lui de discuri, Cactus Jack Records, a lansat albumul JackBoys care a devenit  albumul numărul unu pe Billboard 200 din 2020.
Stilul muzical al lui Scott a fost descris ca fiind o fuziune între hip hop tradițional, lo-fi și ambient. Scott a vândut peste 45 de milioane de înregistrări certificate numai în SUA. A fost nominalizat la zece premii Grammy și a câștigat un Billboard Music Award.
Travis Scott este fondatorul festivalului de muzică Astroworld. În timpul festivalului de muzică Astroworld din 2021 cel puțin opt persoane și-au pierdut viața și numeroase altele au fost rănite într-o busculadă.

## Biografie
Jacques Berman Webster II s-a născut în Houston, Texas. De la vârste între 1 și 6 ani, Webster a locuit cu bunica sa în South Park, Houston. Situat în sud-centrul orașului Houston, cartierul a fost notoriu pentru crimă și a avut un impact asupra tânărului Webster, „Când eram mic, bunica mea a rămas în gheto, așa că am văzut niște porcării nebune. amice, am văzut oameni care arătau ciudat, flămând și sumbru. Am fost mereu așa: „Trebuie să ies dracului din rahatul ăsta.„ Mi-a dat avantajul meu - [m-a făcut] cine sunt acum ”. Webster s-a mutat în Missouri City, o zonă suburbană a clasei de mijloc, care se învecinează cu sud-vestul orașului Houston, pentru a locui cu părinții săi. Mama sa a lucrat pentru Apple, iar tatăl său și-a desfășurat propria afacere. Tatăl lui Webster este, de asemenea, un muzician de soul, iar bunicul său a fost un compozitor de jazz. Webster a mers la Liceul Elkins și a absolvit la șaptesprezece ani. Webster a mers la Universitatea din Texas San Antonio, înainte de a renunța la anul său aflat în plină desfășurare a carierei sale de muzică.
După ce a renunțat, Webster s-a mutat imediat în New York, în încercarea de a-și începe cariera muzicală. Părinții lui, frustrați că a renunțat la școală, în cele din urmă l-au tăiat financiar.

## Stil muzical

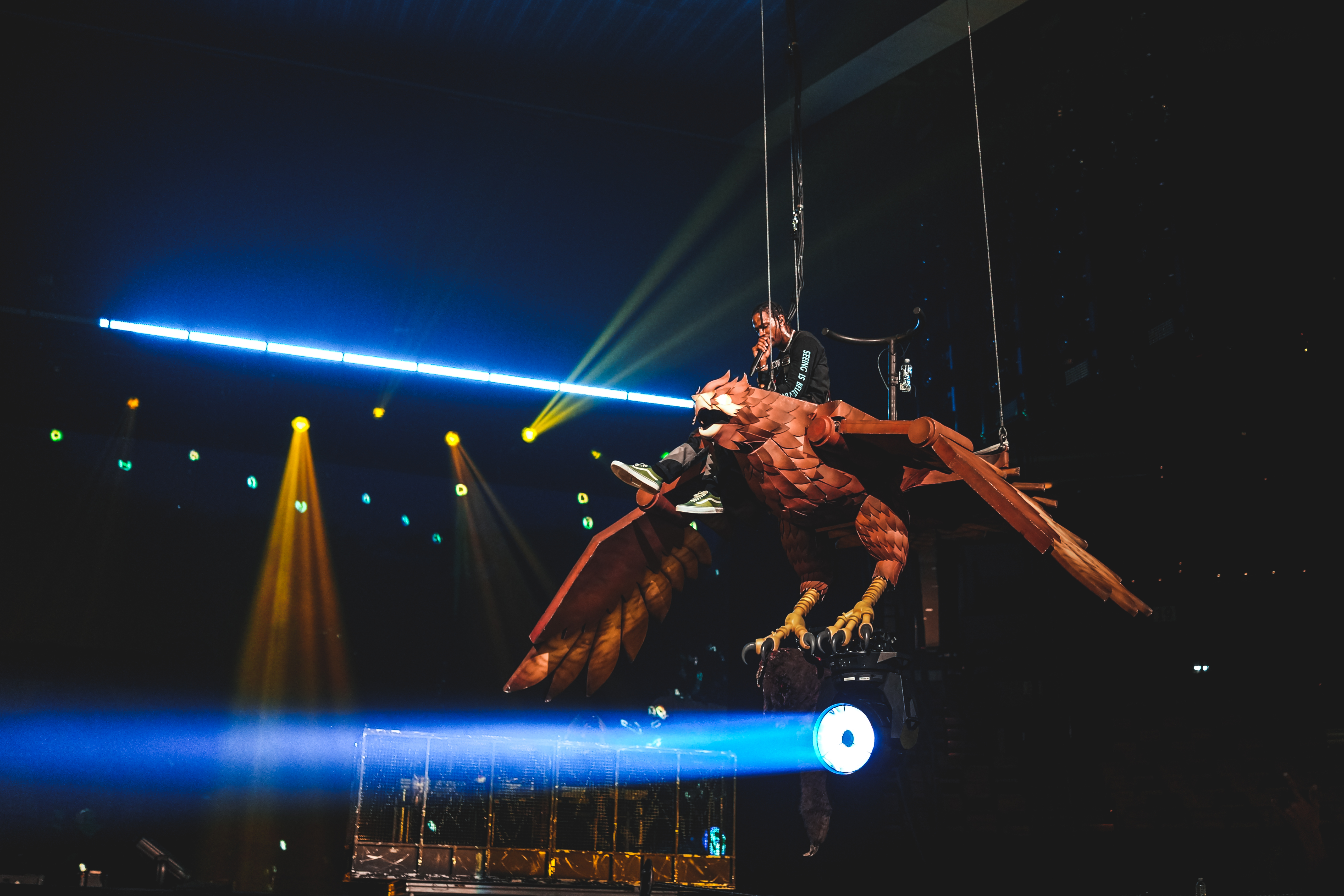
Scott performing in 2017

Scott a spus că este influențat de Bon Iver, Kid Cudi, M.I.A., Kanye West, Toro y Moi, Tame Impala, T.I., și Thom Yorke. Revista de muzică Spin i-a comparat mixtape-ul din 2013 Owl Pharaoh cu albumul lui Kid Cudi, Man on the Moon II: The Legend of Mr. Rager.
Scott se folosește de efecte de procesare audio precum auto-tune, phasing, delay, stereo-sculpted chorusing și structuri de armonie, fiind influențat in cea mai mare parte de producătorii Mike Dean și Alex Tumay. Stilul muzical al lui Scott a fost descris ca o combinație de hip-hop tradițional și lo-fi și a fost des caracterizat ca "ambient". Scott însuși a declarat că hip-hop-ul nu îl reprezintă. Revista New York i-a descris muzica lui Scott ca fiind constant întunecată, sincretică, detaliată, și presus de toate, nenaturală."
Scott a spus că este fanul teatrului Broadway și că i-ar plăcea să facă un album pentru show-uri. A declarat că i-ar plăcea să-și scrie propriul lui musical în viitor.

## Viața personală
Travis Scott a început să se întâlnească cu starul de televiziune și antreprenorul Kylie Jenner în aprilie 2017. În data de 1 februarie 2018, Jenner a dat naștere primului lor copil, fiica Stormi Webster. Cuplul s-a despărțit în septembrie 2019, însă de atunci au fost văzuți împreună, stârnind zvonuri despre împăcarea lor.

## Discografie
Albume de studio
- Rodeo (2015)
- Birds in the Trap Sing McKnight (2016)
- Astroworld (2018)
- Utopia (2023)

Albume de colaborare
- Huncho Jack, Jack Huncho (cu Quavo) (2017)
- JackBoys (cu Cactus Jack) (2019)
- JackBoys 2 (cu Cactus Jack) (2025)

Mixtape-uri
- Owl Pharaoh (2013)
- Days Before Rodeo (2014)